# Municipio de Black Wolf
El municipio de Black Wolf (en inglés: Black Wolf Township) es un municipio ubicado en el condado de Ellsworth en el estado estadounidense de Kansas. En el año 2010 tenía una población de 79 habitantes y una densidad poblacional de 0,84 personas por km².

## Geografía
El municipio de Black Wolf se encuentra ubicado en las coordenadas 38°44′14″N 98°19′19″O / 38.73722, -98.32194. Según la Oficina del Censo de los Estados Unidos, el municipio tiene una superficie total de 94.39 km², de la cual 94,3 km² corresponden a tierra firme y (0,1 %) 0,1 km² es agua.

## Demografía
Según el censo de 2010, había 79 personas residiendo en el municipio de Black Wolf. La densidad de población era de 0,84 hab./km². De los 79 habitantes, el municipio de Black Wolf estaba compuesto por el 100 % blancos. Del total de la población el 0 % eran hispanos o latinos de cualquier raza.